# Бреннистейнсфьёдль
Бреннистейнсфьёдль (исл. Brennisteinsfjöll) — группа вулканических объектов, расположенных на полуострове Рейкьянес, Исландия. Находится к востоку от озера Клейварватн.
Бреннистейнсфьёдль является вулканическим разломом, который является надводной частью хребта Рейкьянес, относящегося к Срединно-Атлантическому хребту. Состоит из небольших щитовых вулканов, кратеров, которых насчитывается около 5 десятков. Почвы состоят преимущественно из базальтов. Активная вулканическая деятельность началась в послеледниковый период. В исландских источниках сообщается об извержении 1000 года, которое ощущалось в долине Тингведлир во время одного из собраний альтинга. Последняя активность вулкана датируется серединой XIV века. В современный период вулканическая активность в данной местности происходила около десятка раз.